# Айдемир I шамхал Тарковский
Айдемир I Тарковский (кум. Эндирейли Айдемир Султан-Магьмутну уланы) — кумыкский князь из феодальной монархической династии Шамхалов, сын и наследник князя Султан-Мута Эндиреевского, внук шамхала Чопана I «Великолепного» и брат эндиреевского владетеля Казаналпа, (с 1635 года) шамхал Тарковский.

## Правление
Отцом Айдемира был Султан-Махмуд — основатель и многолетний правитель Эндиреевского княжества, сын Чопана I.
В 1627 году князь Айдемир получает жалованную грамоту о принятии в российское подданство из рук Михаила Федоровича — первого царя из династии Романовых.
В 1635 году, после смерти Ильдара I Тарковского, принял титул Шамхала. Избрание Айдемира было связано с междоусобными распрями в Тарковском Шамхальстве. По версии Р. Маршаева, Айдемир был противником тарковских правителей, которые не признали его шамхалом и валием (верховным правителем) Дагестана, что впоследствии привело к политическому расколу между Гази-Кумухом и Тарками и также между всеми шамхальскими княжествами.
В середине XVII в. Эндиреевское владение пережило период своего расцвета, в этот период ему подчинялись Салатавия, чеченские общества, и по архивным, данным, обнародованным чеченским историком Я. З. Ахмадовым, и князья Малой Кабарды. Эндирей считался большим городом, культурную традицию которого высоко оценивал посетивший его Эвлия Челеби. Он в частности применил к нему следующие эпитеты: "стольный город падишаха Дагестана", "город древний, средоточие мудрых, источник совершенств, обитель поэтов и умиротворённых", его учёные обладают мудростью арабов и великими знаниями". По его словам: "Искусные врачи и спускающие дурную кровь хирурги здесь несравненны". Титул правителя города "уллу-бей-хан" с кумыкского - великий-князь-хан. Население города и его окрестностей, Челеби назвал "племенем кумык". Позади города им была отмечена "крепость Эндери". В бывшей столице шамхальства по сообщению Челеби было похоронено 47 шамхал-ханов, в частности Мутемадуддин и Такиуддин-Хан. Кроме этого он сообщил о находившихся здесь могилах "святых Аллаха великих Эль-Хаджи Джема, Хаджи Ясави-Султана, Хаджи-Абдуллы Ташкенди". Турок также отмечает, что в Эндирее имелось 27 мечетей, из них 7 джума-мечетей, 3 медресе, 7 начальных школ.
В конце XVII в. между эндиреевскими и брагунскими князьями происходили междоусобицы, что привело к усилению их соперников в регионе, особенно гребенцев и чеченцев. Гребенцы поддерживали в усобице брагунских, а чеченцы эндиреевских князей. В итоге победу одержала эндиреевско-чеченская коалиция. Гребенцы были вытеснены на северный берег Терека, за речной рубеж, а по южному берегу стали расселяться подконтрольные Эндирею чеченские аулы. Брагунское владение же в очередной раз подпало под эгиду эндиреевского уллубия.

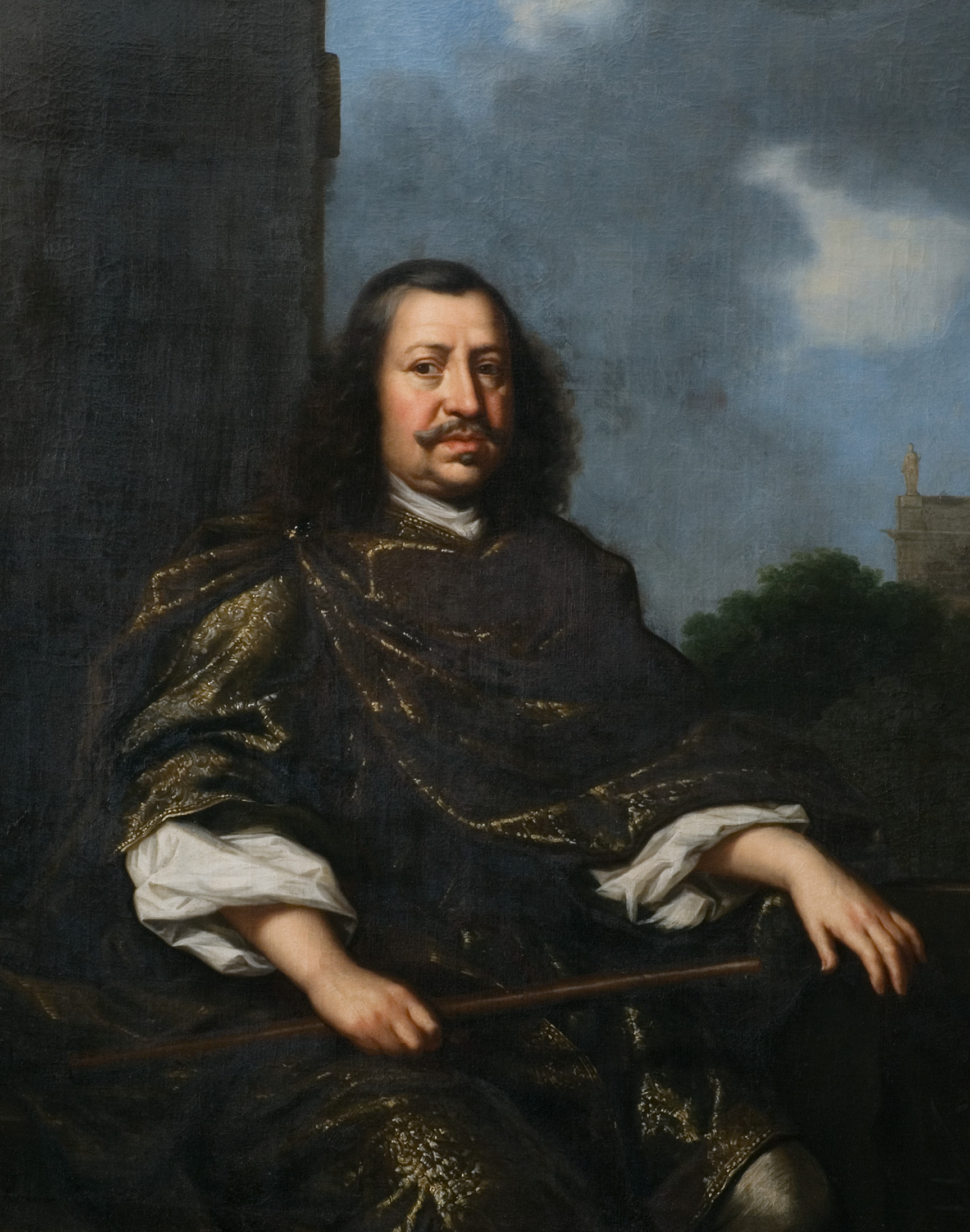
Фридрих III — герцог Гольштейн-Готторпский. Первый европейский правитель, установивший дипломатические отношения с представителем династии Шамхалов. Портрет кисти Давида Клёккера-Эренстраля.

Во внешней политике Айдемир I придерживался лояльной позиции по отношению к Москве. Вместе с тем, проводимая им внешняя политика не ограничивалась развитием отношений лишь с сопредельными державами. 15-17 мая 1638 года Айдемир I заключил договор о торговом союзе с герцогством Гольштейн. Договор от имени герцога Фридриха III Гольштейн-Готторпского (прапрадеда российского императора Петра III по отцовской линии, являвшегося, одновременно, прапрадедом его жены, российской императрицы Екатерины II, по материнской линии) заключили посол герцогства Гольштейн Филипп Крузиус фон Крузенштерн (прапрадед русского адмирала Ивана Федоровича Крузенштерна) и купец Отто Брюггеман. Оформил договор секретарь посольства Адам Олеарий, позже изложивший данный факт в своей книге «Описание путешествия в Московию и Персию». В составе посольства Голштинии также находился немецкий поэт Пауль Флеминг — один из выдающихся лириков немецкого барокко. Впечатления о путешествии он отразил в цикле стихов, которые приводит в своей книге Адам Олеарий. Пауль Флеминг также посвятил стих эпизодам внутридинастической борьбы в шамхальском доме Тарковских («Сказ о Солтан-Муте», 1638).
В марте 1641 года Айдемир I предпринял военный поход против кабардинских князей и ногайских мурз, в ходе которого погиб. После Айдемира I на шамхальский престол взошел Сурхай III Тарковский (1610—1667), проводивший сильную независимую политику от Империи Сефевидов, Русского царства и Османской империи, лавируя между тремя державами и не позволяя им чрезмерно усилиться в регионе. Все последующие поколения Шамхалов являлись представителями ветви Тарковских.